# Farakosius chloeae
Farakosius chloeae is een insect uit de familie van de vlinderhaften (Ascalaphidae), die tot de orde netvleugeligen (Neuroptera) behoort. 
Farakosius chloeae is voor het eerst wetenschappelijk beschreven door Michel in 1998.